# Ligamenvirales
Ligamenvirales — это отряд линейных вирусов, которые заражают архей типа Thermoproteota (ранее Crenarchaeota) и имеют двухцепочечные ДНК-геномы. Отряд был предложен Давидом Прангишвили и Мартом Круповичем в 2012 году и впоследствии создан Международным комитетом по систематике вирусов (ICTV).
Название происходит от латинского ligamen, что означает струна или нить.

## Классификация
В этом отряде есть два семейства — Lipothrixviridae и Rudiviridae.
Вироны нитевидные со спиральным нуклеокапсидом. На обоих концах прикреплены либо ворсинки, либо более сложные структуры, участвующие в адгезии к клетке-хозяину.
Основные белки оболочки как липотриксвирусов, так и рудивирусов имеют необычную топологию пучка из четырёх спиралей. Геном представляет собой несегментированную линейную двухцепочечную ДНК. Вирусы из этих двух семейств имеют до десяти общих генов. Основное различие между этими двумя семействами заключается в том, что члены семейства Rudiviridae не покрыты оболочкой, в то время как нуклеокапсиды липотриксвирусов окружены липидной мембраной. Кроме того, в то время как капсид рудивирусов состоит из одного основного капсидного белка, капсид липотриксвирусов образован из двух паралогичных основных капсидных белков. В обеих группах вирусов основные капсидные белки образуют когтеобразный димер (гомодимер у рудивирусов и гетеродимер у липотриксвирусов), который оборачивается вокруг дцДНК.
Представители Ligamenvirales структурно связаны с архейными вирусами семейства Tristromaviridae, которые, подобно липотриксвирусам, кодируют два паралогичных основных капсидных белка с той же складкой, что и у лигаменвирусов. Из-за этих структурных сходств отряд Ligamenvirales и семейство Tristromaviridae было предложено объединить в класс «Tokiviricetes» (toki означает «нить» на грузинском языке, а viricetes — официальный суффикс для класса вирусов).
На март 2020 года в порядок включают 2 семейства и 5 родов:
- Семейство Lipothrixviridae
  - Род Alphalipothrixvirus
  - Род Betalipothrixvirus
  - Род Deltalipothrixvirus
  - Род Gammalipothrixvirus
- Семейство Lipothrixviridae
  - Род Rudivirus

У представителей отряда имеется до 10 общих генов.